# کرن بلک

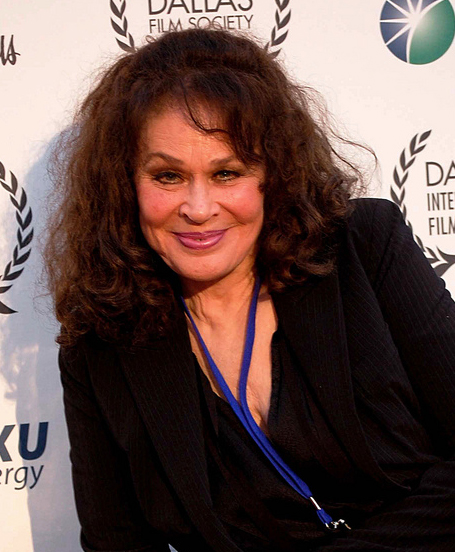
بلک در سال ۲۰۱۰

کرن بلک زیگلر (انگلیسی: Karen Black؛ ۱ ژوئیهٔ ۱۹۳۹ – ۸ اوت ۲۰۱۳) هنرپیشه، فیلم‌نامه‌نویس، خواننده و ترانه‌پرداز اهل ایالات متحده آمریکا بود. وی بین سال‌های ۱۹۶۰ تا ۲۰۱۳ میلادی فعالیت می‌کرد. او به واسطهٔ حضورش در فیلم‌های مستقل مختلف در دهه ۱۹۷۰ رشد کرد. او در طول دوران حرفه خود افتخارات بسیار زیادی را به دست آورد که از جملهٔ آن‌ها می‌توان به سه نامزدی جایزه گلدن گلوب که دو بار از آن‌ها منتهی به برگزیده شدن او گردید و همچنین نامزدی جایزه اسکار برای بهترین نقش مکمل زن اشاره کرد.

## فیلم‌شناسی
- فرودگاه ۱۹۷۵
- ایزی رایدر
- کاپریکورن یک
- پنج بخش آسان
- نشویل
- زاده برای پیروزی
- مردان
- خیریه انسان رنجور
- روزی که مردم زود بیدار شدم
- یک زن تنها
- به ۵ و سکه ۱۰ سنتی برگرد
- بچه دو صفر
- رویاهای هالیوود
- آینه، آینه